# Ainbo, princesse d'Amazonie
Pour plus de détails, voir Fiche technique et Distribution.
Ainbo, princesse d'Amazonie (Ainbo: Spirit of the Amazon) est un film d'animation péruvien-néerlando-allemand réalisé par Richard Claus et Jose Zelada et sorti en 2021.

## Synopsis
Dans le village reculé de Candámo, caché dans les jungles les plus profondes de l’Amazonie, une jeune fille de 13 ans nommée Ainbo rêve d’être la meilleure chasseresse de sa tribu. Elle est la meilleure amie de la fille du chef Huarinka, Zumi, dont la famille a adopté Ainbo de manière informelle après la mort de sa mère. Cependant, le jour où Zumi va être couronnée nouveau chef de Candámo, Ainbo découvre deux animaux, le tatou Dillo et le tapir Vaca, qui lui expliquent être les esprits-guides spirituels de Zumi contre le Yacuruna, la mystérieuse malédiction qui menace la jungle. Ainbo court pour apporter la nouvelle à la tribu, mais les esprits maladroits ne se manifestent pas, laissant penser à la tribu qu’elle ment.
Chuni, la gardienne des filles, promet à Ainbo de lui parler de sa mère, qui était également en contact avec des esprits, mais elle est retrouvée morte dans son lit le lendemain, et Ainbo s’enfuit désemparée. Croyant qu’Ainbo est responsable, le chasseur Atok la poursuit. Pendant ce temps, Ainbo est informée par les esprits qu’elle doit partir en quête afin d’arrêter le Yacuruna, qu’elle rencontre accidentellement en tant que mystérieux homme occidental doté de pouvoirs de sorcellerie, Cornell DeWitt, qui dirige une société d’exploitation forestière et minière destructrice à travers la forêt tropicale. Après une autre brève rencontre avec Atok, Ainbo et les esprits rencontrent enfin l’esprit mère le plus puissant d’Amazonie, la tortue Motelo Mama, qui lui révèle que l’esprit de sa mère vit dans l’arbre préféré d’Ainbo. Motelo Mama la redirige également vers l’étape suivante de sa quête, l’esprit paresseux géant Pelejo, qui lui donnera une dague de roche lunaire pour réveiller l’arbre.
Après un voyage difficile jusqu’au volcan de Pelejo, Ainbo retourne à la tribu avec la dague. Mais elle y trouve un nouveau problème. Atok et Zumi rencontrent DeWitt, qui prétendait être un botaniste, et l’emmènent à Candámo après qu’il leur ait promis de guérir leurs maladies et la malédiction en échange de l’or trouvé sur leurs terres. Reconnaissant qu’il est le Yacuruna, Ainbo tente d’avertir Zumi, mais elles se disputent et Zumi bannit Ainbo de leur tribu. Pourtant, Atok voit DeWitt laver le cerveau de Zumi et Huarinka avec ses pouvoirs, alors il se rend compte qu’Ainbo avait raison depuis le début et s’associe à elle. Les deux utilisent la dague et invoquent l’esprit de la mère d’Ainbo, Lizeni, qui leur donne une flèche bénie qui peut arrêter le Yacuruna. La jeune fille apprend également qu’Atok aimait sa mère, mais qu’elle ne lui rendait pas la pareille et qu’il en était devenu amer.
Lizeni arrête la compagnie minière et affronte le Yacuruna alors qu’il prend le contrôle de la tribu, révélant qu’il est en fait un esprit maléfique possédant un homme nommé Will. Le Yacuruna libère ses pouvoirs, prend Zumi en otage et construit un gigantesque scorpion mécanique avec les bulldozers de sa compagnie, qu’il utilise pour attaquer Ainbo et Atok. Bien qu’elle ne soit pas sûre d’elle en raison de son manque de talent avec l’arc, Ainbo trouve sa confiance avec l’aide de Lizeni et parvient à frapper le Yacuruna avec la flèche, vainquant l’esprit et libérant Will et Zumi. Il est révélé que Will est le père d’Ainbo, et après avoir retrouvé sa famille et reçu d’Atok la promesse d’élever Ainbo, Lizeni et Will partent dans le monde des esprits. Réparant leur amitié, Ainbo et Zumi promettent de mener la tribu vers un nouvel avenir.

## Fiche technique
- Titre original : Ainbo: Spirit of the Amazon
- Réalisation : Richard Claus et Jose Zelada
- Scénario : Richard Claus, Jose Zelada, Brian Cleveland, Jason Cleveland et Larry Wilson
- Musique : Vidjay Beerepoot
- Montage : Job ter Burg
- Animation : Sem Assink
- Direction artistique : Pierre Salazar
- Production : Richard Claus, Jose Zelada, Cesar Zelada et Sergio Zelada
  - Production exécutive : Aditya Deosthale, Jaime Fiestas et Chantal Nissen
  - Production déléguée : Edward Noeltner
- Sociétés de production : Tunche Films, Katuni Animation, Cool Beans, EPIC Cine et Comet Film
- Société de distribution : Le Pacte (France)
- Pays de production :  Pérou,  Pays-Bas et  Allemagne
- Langue originale : anglais, espagnol et néerlandais
- Format : couleur - 2,35:1
- Genre : animation
- Durée : 84 minutes
- Dates de sortie :
  - Singapour : 11 mars 2021
  - France : 19 juin 2021 (Festival international du film d'animation d'Annecy) ; 14 juillet 2021 (sortie nationale)
  - Pays-Bas : 14 juillet 2021

## Distribution

### Voix originales
- Lola Raie : Ainbo
- Dino Andrade : Dillo, le tatou
- Joe Hernandez : Vaca, le tapir
- Thom Hoffman : DeWitt
- Rene Mujica : Atok
- Bernardo De Paula : Huarinka
- Naomi Serrano : Zumi, la fille de Huarinka
- Alejandra Gollas : Chuni
- Yeni Alvarez : Lizeni, la mère d'Ainbo
- Susana Ballesteros : Motelo Mama, la tortue
- Rico Sola : Pelejo, le paresseux
- Gerardo Prat : Conibo

### Voix françaises
- Audrey Lamy : Ainbo
- Christophe Lemoine : Dillo, le tatou
- Boris Rehlinger : Atok
- Cathy Cerda  : Chuni